# راي غالاغير
راي غالاغير (بالإنجليزية: Ray Gallagher)‏ هو ممثل أمريكي، ولد في 17 أبريل 1885 بسان فرانسيسكو في الولايات المتحدة، وتوفي في 6 مارس 1953 في الولايات المتحدة بسبب نوبة قلبية.

## وصلات خارجية
- راي غالاغير على موقع IMDb (الإنجليزية)
- راي غالاغير على موقع قاعدة بيانات الفيلم (الإنجليزية)